# Saint-Pardoux (Haute-Vienne)
Pour les articles homonymes, voir Saint-Pardoux.
Saint-Pardoux est une ancienne commune française située dans le département de la Haute-Vienne en région Nouvelle-Aquitaine.
Le 1er janvier 2019, elle devient une commune déléguée de Saint-Pardoux-le-Lac.

## Géographie

### Localisation

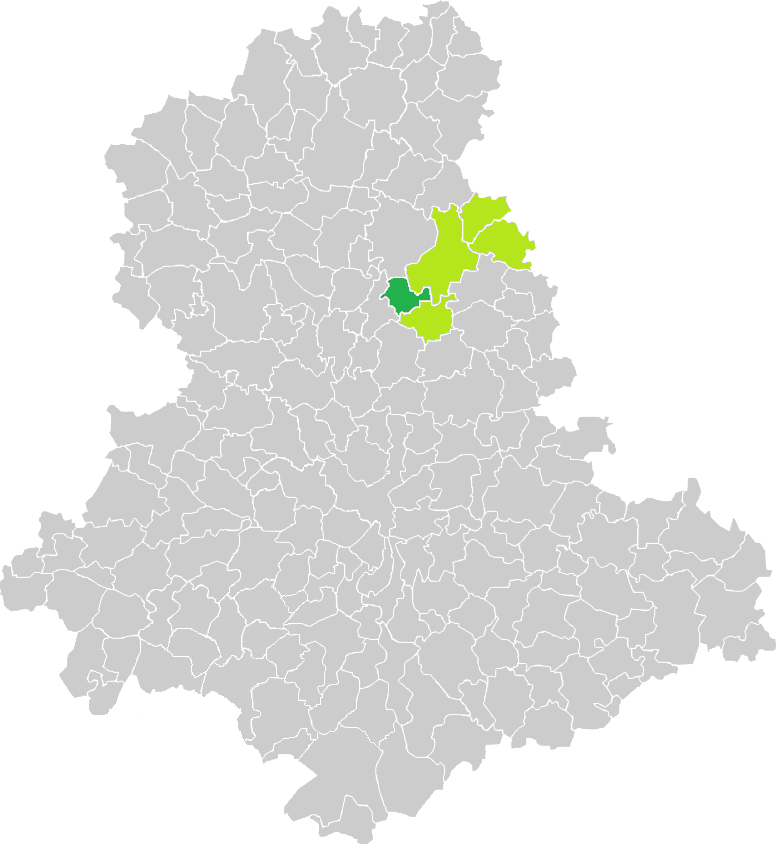
Situation de la commune de Saint-Pardoux en Haute-Vienne.

Saint-Pardoux est située à 25 km au nord de Limoges, au cœur du Pays du Haut Limousin.
Cette commune est desservie par l'autoroute A20, au nord par la sortie 24 Bessines (10 km) et au sud par la sortie 25 Razes (10 km).

### Communes limitrophes
|                                                   | Châteauponsac | Bessines-sur-Gartempe |
| Saint-Symphorien-sur-Couze (Saint-Pardoux-le-Lac) | Saint-Pardoux |                       |
|                                                   | Compreignac   | Razès                 |

### Hameaux et lieux-dits
- Champcommunal
- Chantot en occitan Chanta

Origine du nom : de l'occitan Kant ou Kanta (rocher amas de pierres , hauteur) C'est un endroit rocheux sur une petite colline.
- Chatenet-Colon en occitan Chastanet

Origine du nom : de l'occitan chastanh (chataignier) ou du latin castaneum
À l'est de Chatenet-Colon, sur le chemin de la Pierre du Berceau se trouve le point le plus élevé de la commune (533 m)
- Chez Béjas en occitan Chas Besjas

Origine du nom : nom d'un terrain donné en 1505 à un certain Beigeas surnommé le Soldat
- Fougerolles en occitan Faugerollas

Origine du nom : de l'occitan faugiera (fougere)
- Fréaudour en occitan freodor

Origine du nom : lieu isolé
- La brandouille en occitan La brandolha

Origine du nom : de l'occitan branda (lande) ou du germanique brab (tison)
- La Gorce en occitan La gorce

Origine du nom : de l'occitan gorce (haie, hallier) ou du goulois gortia (fourré, épineux)
Au pont de la Couze se trouve le point le moins élevé de la commune (337 m)
- La Ribière en occitan La Ribiera

Origine du nom : du latin riparia (rive) terrain près d'un cours d'eau, zone humide
- La Tour
- Les Cerisières
- Le Chataignol en occitan lo chastenhou

Origine du nom : de l'occitan chastenhou (jeune châtaignier) ou du bas-latin castaneum
- La Chatin
- Le Coux en occitan Lu cos

Origine du nom: de l'occitan cos (houx)
- Les Grands Magneux en occitan Los grands maneuhs

Origine du nom : Peut-être du latin magus (grand)
- Le Parc Lieu ou s'étendait le parc de l'ancien château
- Le Puy Chatelard
- Mazernaut en occitan Mas Ernaud

Origine du nom: peut patronymique ou du latin arn (aigle)
- Montégut en occitan Mont aigut

Origine du nom : De l'occitan Mont Aigut (mont pointu)
- Puy Bison en occitanPueg Bison

Origine du nom : sans doute orine patrnymique
- Puy Jouard en occitan Pueg joar

Origine du nom : Probablement du latin juris (hauteur boisée)
- Puy Perrier  en occitan Pueg peirer

Origine du nom : de l'occitan peira (pierre)
- Vauguenige en occitan Vau Ganija
- Origine du nom : Peut-être du latin vau gana ica (chateau) Population : xx hab
- Villarcoin en occitan Villarcoen

### Hydrographie
Saint-Pardoux est arrosée par la vallée de la Couze et de son affluent le Ritord, qui s'unissent à l'entrée du lac de Saint-Pardoux.

## Toponymie
Le conseil municipal du 14 décembre 1975 a adopté sur proposition du comité des fêtes l’appellation : Saint-Pardoux-le-Lac.
Cette proposition a été acceptée par la préfecture en 1976. Le nom officiel de cette commune est donc Saint-Pardoux-le-Lac.
Le village de Saint-Pardoux était autrefois appelé Saint-Pardoux-en-Rancon.

## Histoire
Le 1er janvier 2019, elle fusionne avec Roussac et Saint-Symphorien-sur-Couze pour constituer la commune nouvelle de Saint-Pardoux-le-Lac.

## Héraldique
| Armes de Saint-Pardoux | Les armes de la commune de Saint-Pardoux se blasonnent ainsi : D’or à la halle du lieu de gueules accostée de deux arbres de sinople et soutenue d'une mer d'azur; au chef d'hermine à la bordure de gueules. Création Xavier Lansade. Adopté le 7 décembre 2015. |

## Politique et administration

### Tendance politique et élections
| Période                                  | Période  | Identité               | Étiquette | Qualité                                                       |
| ---------------------------------------- | -------- | ---------------------- | --------- | ------------------------------------------------------------- |
| janvier 2019                             | En cours | Jean-Michel Lardillier | PS        | Président de la communauté de communes Gartempe Saint-Pardoux |
| Les données manquantes sont à compléter. |          |                        |           |                                                               |

Saint-Pardoux, comme la plupart des communes voisines est depuis très longtemps orientée à gauche.
Ses derniers maires ont affiché clairement leurs options politiques. Maurice Lapeyras de la libération jusqu'aux élections municipales de 1983 était un militant communiste. Depuis cette date Jean-Michel Lardiller qui l'a remplacé se réclame du Parti Socialiste.
Au second tour des  élections présidentielles de 2012 François Hollande avait obtenu 211 voix et Nicolas Sarkozy 118 voix. Une forte poussée du Front National a toutefois été observée lors des derniers scrutins locaux. Huitence Leomert candidat du FN aux élections départementales de 2015 a obtenu 79 voix sur la commune soit 29 % des suffrages exprimés.
| Période                                  | Période       | Identité                             | Étiquette | Qualité                                                       |
| ---------------------------------------- | ------------- | ------------------------------------ | --------- | ------------------------------------------------------------- |
| 1800                                     | 1802          | Joseph Peyrot-Magenest               |           |                                                               |
| 1802                                     | 1802          | Marc Briquet                         |           |                                                               |
| 1802                                     | 1808          | Martial Ruaud-Lafontanelle           |           |                                                               |
| 1808                                     | 1816          | Antoine Roulhac                      |           |                                                               |
| 1816                                     | 1816          | Jean-Baptiste Desflotte de Fonbesse  |           |                                                               |
| 1817                                     | 1824          | Jacques Duroux                       |           |                                                               |
| 1824                                     | 1830          | Joseph Ruaud-Lafontanelle            |           |                                                               |
| 1830                                     | 1833          | Pierre-Antoine Roulhac               |           |                                                               |
| 1833                                     | 1835          | Jean Combret                         |           |                                                               |
| 1836                                     | 1836          | Françoic Senemaud                    |           |                                                               |
| 1836                                     | 1855          | Jean Combret                         |           |                                                               |
| 1855                                     | 1865          | François Vallaud                     |           |                                                               |
| 1865                                     | 1874          | Camille Ruaud-Lafontanelle           |           |                                                               |
| 1874                                     | 1881          | Alexandre-Martial Ruaud-Lafontanelle |           |                                                               |
| 1881                                     | 1900          | Louis Gromodie                       |           |                                                               |
| 1900                                     | 1903          | Jean Cubertier                       |           |                                                               |
| 1903                                     | 1903          | Jean Gabaud                          |           |                                                               |
| 1903                                     | 1912          | Fréderic Combret                     |           |                                                               |
| 1912                                     | 1921          | Guillaume Vergnaud                   |           |                                                               |
| 1921                                     | 1929          | Roger-Martin Du Puytison             |           |                                                               |
| 1929                                     | 1940          | Pierre Bastier                       |           |                                                               |
| 1940                                     | 1983          | Maurice Lapeyras                     | PCF       | Conseiller général                                            |
| mars 1983                                | décembre 2018 | Jean-Michel Lardillier               | PS        | Président de la communauté de communes Gartempe Saint-Pardoux |
| Les données manquantes sont à compléter. |               |                                      |           |                                                               |

Les maires de Saint-Pardoux-le-Lac au XIXe siècle
Avant la Révolution, la commune, comme toutes les paroisses de France, était administrée par un aristocrate local. 
En 1794, la Convention met en place, au niveau cantonal, des élections locales. Les représentants de Saint-Pardoux sont élus au suffrage censitaire (seuls peuvent voter les électeurs payants un impôt égal à trois journées de travail). Il faut attendre la loi de l'an VIII pour assister à l'instauration de la fonction de maire. Les maires sont toutefois nommés par l'administration.
Le 1er maire de Saint-Pardoux, de 1798 à 1802, est Joseph Peyrot-Magenest, qui épousera Marie Briquet (1771-1825), nièce de Marc Briquet, 2e maire de Saint-Pardoux. Elle se remarie ensuite avec Pierre-Antoine Roulhac de Trachaussade, quatrième (1808-1816) puis huitième maire (1830-1833). De cette union naît une fille qui convolera avec François Valaud, 12e maire de 1855 à 1865.
La troisième 3e maire (1802-1808) Martial Ruaud-Lafontannelle, est un aristocrate, qui aura trois enfants :
·  Une fille, Marie qui épousera Jean Combret 9e maire (1833-1835), nommé à nouveau 11e maire (1855-1865), grand-père de Frédéric Combret 18e maire (1903-1912) et de Marguerite, épouse de François Senemaud 10e maire ;
·  Un premier fils, Joseph-Martial, père de Camille Ruaud-Lafontannelle 13e maire (1865-1874) ;
·  Un second fils, Joseph Ruaud-Lafontannelle, 7e maire (1824-1830), père d'Alexandre Ruaud-Lafontannelle 14e maire (1874-1881), sa petite fille Thérese deviendra la mère de Roger Martin-Dupuytison, 20e maire. Sa fille Léonarde épousera Pierre, fils du 1er maire Joseph Peyrot Magenest.

### Les maires auXXesiècle
Saint-Pardoux n'a connu que deux maires de 1940 à aujourd'hui, Maurice Lapeyras et Jean-Michel Lardillier. Cela constitue probablement un record de longévité pour une commune française[réf. nécessaire].

## Démographie
L'évolution du nombre d'habitants est connue à travers les recensements de la population effectués dans la commune depuis 1793. Pour les communes de moins de 10 000 habitants, une enquête de recensement portant sur toute la population est réalisée tous les cinq ans, les populations de référence des années intermédiaires étant quant à elles estimées par interpolation ou extrapolation. Pour la commune, le premier recensement exhaustif entrant dans le cadre du nouveau dispositif a été réalisé en 2008.

En 2016, la commune comptait 614 habitants, en évolution de +13,7 % par rapport à 2010 (Haute-Vienne : −0,68 %, France hors Mayotte : +2,11 %).
| 1793  | 1800  | 1806  | 1821  | 1831  | 1836  | 1841  | 1846  | 1851  |
| ----- | ----- | ----- | ----- | ----- | ----- | ----- | ----- | ----- |
| 1 050 | 1 046 | 1 080 | 1 233 | 1 305 | 1 338 | 1 505 | 1 480 | 1 440 |

| 1856  | 1861  | 1866  | 1872  | 1876  | 1881  | 1886  | 1891  | 1896  |
| ----- | ----- | ----- | ----- | ----- | ----- | ----- | ----- | ----- |
| 1 377 | 1 207 | 1 194 | 1 165 | 1 163 | 1 125 | 1 205 | 1 155 | 1 112 |

| 1901  | 1906  | 1911  | 1921 | 1926 | 1931 | 1936 | 1946 | 1954 |
| ----- | ----- | ----- | ---- | ---- | ---- | ---- | ---- | ---- |
| 1 141 | 1 035 | 1 071 | 946  | 917  | 846  | 834  | 698  | 656  |

| 1962 | 1968 | 1975 | 1982 | 1990 | 1999 | 2006 | 2008 | 2013 |
| ---- | ---- | ---- | ---- | ---- | ---- | ---- | ---- | ---- |
| 711  | 633  | 497  | 465  | 482  | 466  | 513  | 526  | 575  |

| 2016 | - | - | - | - | - | - | - | - |
| ---- | - | - | - | - | - | - | - | - |
| 614  | - | - | - | - | - | - | - | - |

## Culture locale et patrimoine

### Lieux et monuments
- Le monument aux morts, situé près de l'église. Il est surmonté de la statue La Victoire en chantant, réalisée par Charles Édouard Richefeu.

### Personnalités liées à la commune
Pascal Sevran est enterré aux côtés de son compagnon, de son père et de sa mère dans le cimetière de la commune.